# Stazione di Tōkai
La stazione di Tōkai (東海駅?, Tōkai-eki) è una stazione ferroviaria della cittadina di omonima, nella prefettura di Ibaraki, in Giappone.

## Linee e servizi
JR East
■ Linea Jōban

## Struttura
La stazione è costituita da un fabbricato viaggiatori realizzato a cavallo dei binari, con un marciapiede a isola e uno laterale, con tre binari passanti in superficie.
| 1-2 | ■ Linea Jōban | per Hitachi, Takahagi, Iwaki e Hirono                                  |
| 2-3 | ■ Linea Jōban | per Katsuta, Mito, Tomobe, Ishioka, Tsuchiura, Ueno, Tokyo e Shinagawa |

## Stazioni adiacenti
| «           | Servizio    | »           |
| Linea Jōban | Linea Jōban | Linea Jōban |
| ----------- | ----------- | ----------- |
| Sawa        | -           | Ōmika       |